# 原井インターチェンジ
原井インターチェンジ（はらいインターチェンジ）は、島根県浜田市原井町にある、山陰自動車道（浜田道路・浜田三隅道路）のインターチェンジである。

## 概要
江津・浜田方面のみ出入り可能なハーフインターチェンジである。
浜田道路と浜田三隅道路との結節点であり、浜田道路の本線が当インターチェンジを通過して国道9号の浜田バイパス西口交差点（信号付き交差点）と直結する形状となっている。

## 歴史
- 1993年（平成5年）6月3日：浜田道路三宮IC（現・相生IC）- 当IC間開通に伴い供用開始。
- 2014年（平成26年）9月30日：IC名称が正式決定[2]。
- 2015年（平成27年）3月14日：浜田三隅道路当IC - 西村IC間開通[1]。

## 接続する道路
- 国道9号
  - 浜田道路の開通当初は本線（暫定2車線）が信号付き交差点と直結していた。

## 周辺
- 浜田港
- 浜田漁港
- 浜田市立第二中学校

## 隣
E9 山陰自動車道
竹迫IC - 道の駅ゆうひパーク浜田 - 原井IC - 浜田港IC